# Сажное (Гостищевское сельское поселение)
Сажное — посёлок в Яковлевском районе Белгородской области.
Входит в состав Гостищевского сельского поселения.

## География
Посёлок Сажное находится в восточной части Яковлевского района, примерно 1 км к северо-западу от одноимённого села (относимого к соседнему Саженскому сельскому поселению), в 12 км к северо-востоку от райцентра Строитель и в 25 км к северу от Белгорода.
Через населённый пункт проходит железная дорога Курск — Белгород, имеется ж/д станция «Сажное».

## Население
| 2002 | 2010 |
| ---- | ---- |
| 755  | ↘744 |